# Französisch-italienischer Waffenstillstand
Der Französisch-italienische Waffenstillstand wurde am 24. Juni 1940 in Rom in der Villa Incisa abgeschlossen. Er wurde zwischen den beiden Delegationen unter Leitung der Generäle  Charles Huntziger und Pietro Badoglio ausgehandelt. 

## Hintergrund
Italien hatte angesichts des militärischen deutschen Vordringens in Nord- und Westeuropa (sog. Unternehmen Weserübung und Westfeldzug) seine Politik der Nichtkriegführung mit der Kriegserklärung an Frankreich und Großbritannien am 10. Juni 1940 aufgegeben. Es hatte unbedeutende Luftangriffe auf Korsika, Südfrankreich und Malta ausgeführt und der Angriff in den Westalpen war bei schlechtem Wetter und dem ersten französischen Widerstand zum Erliegen gekommen. Hitler hatte Italien beim Waffenstillstand von Compiègne vom 22. Juni 1940 nicht beteiligt und so sollte ein separater Waffenstillstand zwischen Frankreich und Italien die Kriegshandlungen zwischen den beiden Staaten beenden.

## Inhalt

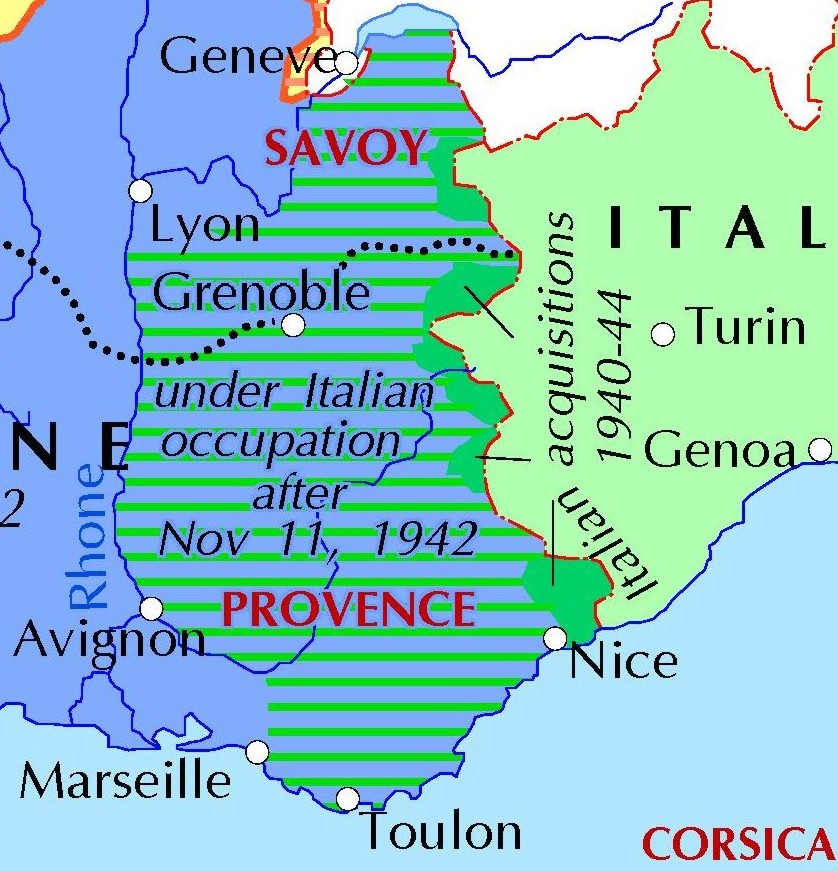
Besetzte und demilitarisierte Zonen

Die von Italien eroberten geringfügigen Gebiete durften besetzt bleiben und die Grüne Linie, die maximal 10 km von der französisch-italienischen Grenze vor dem Krieg entfernt  gezogen wurde, stellte die Demarkationslinie dar.  Die Lila Linie definierte einen 50 km breiten entmilitarisierten Streifen auf französischer Seite. Eine Waffenstillstandskommission unter Leitung von General Pietro Pintor sollte die Einhaltung überwachen und Streitfragen klären.
Der Vertrag konzentrierte sich auf militärische Fragen. Italien ging davon aus, dass die anbrechende Schlacht um England die letzte größere Kriegshandlung sein würde. Dann könnte Italien seine territorialen Ansprüche in europäischen Friedensverhandlungen durchsetzen.